# Tricimba flavipes
Tricimba flavipes är en tvåvingeart som beskrevs av Oswald Duda 1933. Tricimba flavipes ingår i släktet Tricimba och familjen fritflugor. Inga underarter finns listade i Catalogue of Life.